# 吉咲黎
松隈 里央（まつぐま りお、1995年10月10日 - ）は、日本の女優。福岡県出身。NoMake（ノーメイク）所属。旧芸名は吉咲 黎（よしさき れい）。

## 来歴
1995年、福岡県で生まれる。幼い頃から、書道（高等師範免許取得）、絵画、水泳を習っていた。趣味は、音楽鑑賞と字を書くこと。2018年放送のTBS系ドラマ「トドメの接吻」の新木優子を見て、女優を目指す。現事務所には、自ら履歴書を応募した。
2019年5月18日、自身のTwitterで松隈 里央（まつぐま りお）への改名を発表した。

## 出演

### 舞台
- 正義のヒーロー〜ゴッダーズ〜（2019年6月29日）[4]